# Associação Atlética Internacional (Bebedouro)
Associação Atlética Internacional, ou simplesmente Internacional de Bebedouro, é um clube de futebol da cidade de Bebedouro, interior do estado de São Paulo, no Brasil. 
Foi fundado em 11 de junho de 1906 e suas cores são vermelho e branco. É o segundo clube mais antigo do estado de São Paulo.

## História
A Associação Atlética Internacional de Bebedouro foi fundada no dia 11 de junho de 1906, oriunda do Foot Ball Club Internacional de Bebedouro, que posteriormente passou a se chamar: Sport Club Internacional de Bebedouro e, por fim, em 1920, passou a carregar o nome que ostenta atualmente.
Três anos mais tarde, o clube teve seu reconhecimento e, consequentemente, a filiação à Associação Paulista dos Esportes Atléticos (APEA). Disputou somente competições amadoras entre 1924 e 1947. Durante este período, a Internacional acumulou números expressivos: 310 jogos intermunicipais, 32 interestaduais, 36 contra equipes da capital paulista e três contra times do exterior (todos contra o Peñarol, do Uruguai).
A partir de 1948, o clube ingressou nas competições profissionais, no Campeonato Paulista da Segunda Divisão, onde permaneceu até 1952 e se licenciou nos dois anos seguintes.
Em 1955, a Internacional retornou às atividades oficiais, ainda na segunda divisão e, em 1956, chegou próximo do acesso à Primeira Divisão, vencendo a Série Pecuária. Porém, em um quadrangular contra equipes vencedoras de outras séries, o time de Bebedouro não conseguiu chegar à elite do futebol paulista.
Até 1968, a Internacional continuou suas atuações nos campeonatos profissionais, mas em 1969, mais uma vez, o clube se licenciou novamente até 1972, disputando apenas amistosos. Com o presidente Arnaldo de Rossis Garrido, em 1973 fechou parceria com a Prefeitura Municipal para a reforma da sede do clube e do estádio, e voltou ao profissionalismo.
Em 1979, foi campeão da I Copa São Paulo de Futebol Profissional (atual Copa Paulista).
No ano de 1982, a Internacional esteve mais uma vez próxima de chegar à Divisão Especial (atual Série A1), mas foi derrotada pelo Taquaritinga no último jogo do torneio. O resultado foi bastante sentido na cidade, e somado a algumas questões políticas, no ano de 1983 o clube novamente esteve fora dos campeonatos profissionais.
A parceria com a prefeitura foi retomada em 1984, quando disputou o Campeonato Paulista da Segunda Divisão, competição que atuou até 1987, época da reestruturação do futebol estadual, quando passou a integrar a atual Série A3, onde permaneceu até 1993. Nos dois anos seguintes, esteve no Campeonato Paulista da Série B1. Em 1996, retornou à A3, onde permaneceu até 2004.
As dificuldades financeiras continuaram e, no mesmo ano de 2004, licenciou-se das competições profissionais e só retornou em 2007, no Campeonato Paulista da Segunda Divisão. Em 2008 e 2009, a equipe não conseguiu passar à segunda fase da competição. Em 2010, a equipe fez uma ótima campanha na segunda divisão (equivalente à 4.ª divisão do futebol estadual), ficando na sexta colocação, contando também com a desistência de algumas equipes nas divisões superiores, sendo assim premiada com o acesso.
Em 2011, na Série A3, fez uma campanha mediana, não conseguindo o acesso, mas garantindo a inédita participação da Copa Paulista de Futebol, onde o vencedor garantiria uma vaga na Copa do Brasil de Futebol. Nessa Copa Paulista, fez uma campanha surpreendente na primeira fase, à frente de equipes como Noroeste, Linense e Rio Preto. Porém, caiu na segunda fase da competição.
Já em 2012 a Inter disputou a Série A3 novamente para enfim conseguir o acesso a Série A2 e, apesar dos esforços, foi rebaixada na última rodada pelo seu homônimo, Inter de Limeira.
Entre 2013 e 2018 a Internacional de Bebedouro seguiu disputando o Campeonato Paulista da Segunda Divisão (equivalente à 4.ª divisão do futebol estadual), mas iniciou uma nova etapa em sua história a partir de 2015, com a saída do então presidente, Orlando Mignolo (conhecido pelo apelido de "Filó") - que ficara à frente do clube desde a década de 1970 (com um pequeno intervalo de ausência na década de 1990), e reestruturando seu departamento de futebol, como novos diretores e conselheiros, bem como seu departamento de marketing, sobretudo o setor de mídias digitais do clube. As dívidas foram sanadas e o clube desde então vem acumulando boas campanhas no Campeonato Paulista da Segunda Divisão, mas sempre "batendo na trave", sem lograr êxito em conseguir o acesso ao Campeonato Paulista da Série A-3.
Em 2018, a Internacional de Bebedouro disputou novamente o Campeonato Paulista da Segunda Divisão fazendo uma ótima primeira fase pelo grupo 2 sendo o melhor time na classificação geral por algumas rodadas terminando em primeiro lugar do grupo com 31 pontos, com 10 vitórias, 1 empate, 3 derrotas, 23 gols marcados e 10 gols sofridos e assim se classificando para segunda fase com tranquilidade, já na segunda fase terminou em 2° do grupo com 11 pontos empatado com a equipe da Francana e assim se classificando os dois para a 3° fase do campeonato. Na terceira fase em um grupo com Inter de Bebedouro, Primavera, Paulista e Itararé, a Inter se classificou em 1° lugar novamente com 11 pontos junto a equipe do Primavera e avançando para as semifinais do campeonato. Nas semifinais enfrentou o time do Primavera e jogos de ida e volta e acabou perdendo os dois não obtendo o acesso.
Nas temporadas 2019 e 2020, parou ainda na primeira fase e em 2021, o Lobo caiu na segunda fase. Em 2022, se despediu da Segunda Divisão do Campeonato Paulista com a eliminação nas quartas de final por ter tido pior campanha que o Grêmio São-Carlense. Com a queda, completou dez anos na disputa do último nível do futebol de São Paulo, já que caiu da A3 em 2012.
Em 2023, com a criação de uma quinta divisão, a Internacional não consegue permanecer para a recém reformulada Série A4 do Paulistão e acaba rebaixada. No ano seguinte na nova "Bezinha", o time chega até as semi-finais, quando é superado pelo Paulista de Jundiaí. Porém com a desistência do SKA Brasil, o clube conquista o acesso para a quarta divisão.

## Rivalidades
Seus maiores rivais locais da região são o Atlético Monte Azul, da cidade de Monte Azul Paulista, Barretos Esporte Clube da cidade de Barretos e Olímpia Futebol Clube.

## Símbolos

### Mascote
O apelido "Lobo Vermelho" foi criado pelo radialista Hely Simões em 1953, inspirado nas características de um animal feroz, com instinto predador e pelagem de tom avermelhado.
Já o lobo vermelho estilizado, que se tornou um símbolo marcante, foi desenvolvido em 1973 por profissionais de São Paulo, a pedido do diretor esportivo Sr. Pedro Sérgio Ramalho Paschoal.

### Torcidas Organizadas
Ao longo de sua história, as arquibancadas sempre foram um espaço de união para torcedores apaixonados pelo Lobo. Nesse contexto, surgiram algumas torcidas organizadas, que, com o passar do tempo, cresceram e se transformaram, dedicando-se inteiramente ao apoio e à devoção à Internacional.
Atuantes:
- Sangue do Lobo

Extintas:
- Fúria Vermelha
- Bafo do Lobo
- Garra do Lobo

## Títulos
|  |               |         |           |      |      |      |
|  | Competição    | Títulos | Temporada |      |      |      |
|  | Copa Paulista | 1       | 1979      | 1979 | 1979 | 1979 |

### Campanhas de destaque
- Campeã da Copa Paulista: 1979
- Vice-campeã da Série A3: 1981
- Vice-campeã da Série B1-B: 1994
- Vice-campeã da Série B1-A: 1995
- Vice-campeã Paulista Sub-20: 2019

## Estatísticas

### Participações
|  | Participações em 2025 |

| Competição | Competição      | Temporadas | Melhor campanha    | Anos                                                         | A | R |
| São Paulo  | Série A2        | 17         | 4ª colocada (1951) | 1948-1952, 1955-1959, 1973, 1975-1976, 1982 e 1984-1986      |   | ? |
| São Paulo  | Série A3        | 32         | Vice-campeã (1981) | 1960-1968, 1974, 1977-1981, 1988-1993, 1996-2004 e 2011-2012 | ? | ? |
| São Paulo  | Série A4        | 17         | Vice-campeã (1994) | 1994-1995, 2007-2010, 2013-2023 e 2025                       | – | 1 |
| São Paulo  | Segunda Divisão | 1          | 4ª colocada (2024) | 2024                                                         | 1 |   |
| São Paulo  | Copa Paulista   | 5          | Campeão (1979)     | 1979, 1999, 2002, 2003, 2011                                 |   |   |

### Últimas dez temporadas
Legenda:
| Campeão Vice-campeão Eliminado nas semifinais | Campeão e promovido à divisão superior Vice-campeão e/ou promovido à divisão superior Rebaixado à divisão inferior | Classificado à fase de grupos da Copa Libertadores Classificado à fase preliminar da Copa Libertadores Classificado à Copa Sul-Americana Campeão do Campeonato do Interior |